# Sezonul de Formula 1 din 1973
Sezonul de Formula 1 din 1973 a fost cel de-al 27-lea sezon al curselor auto de Formula 1 FIA. A inclus cea de-a 24-a ediție a Campionatului Mondial al Piloților și a 16-a ediție a Cupei Internaționale pentru Constructorii de F1. Sezonul a fost disputat pe parcursul a cincisprezece curse, începând în Argentina pe 28 ianuarie și terminându-se în Statele Unite pe 7 octombrie. În 1973 s-au desfășurat și trei curse care nu au făcut parte din campionat care erau deschise atât mașinilor de Formula 1, cât și celor de Formula 5000.
Campionatul Mondial al Piloților a fost câștigat de Jackie Stewart, pilotând pentru Elf Team Tyrrell, iar Cupa Internațională pentru Constructorii de F1 de către John Player Team Lotus. În Campionatul Mondial, coechipierii Lotus, Emerson Fittipaldi și Ronnie Peterson s-au luptat între ei, în timp ce Stewart a fost susținut la Tyrrell de François Cevert. Stewart a câștigat titlul la piloți la Marele Premiu al Italiei de la Monza, dar apoi la ultima cursă a sezonului, Marele Premiu al Statelor Unite de la Watkins Glen, Cevert a suferit un accident în timpul antrenamentelor de sâmbătă în celebra șicană „Esses” și a decedat pe loc. Stewart și Tyrrell s-au retras din cursă, dând titlul la constructori lui Lotus. Pe lângă Cevert, britanicul Roger Williamson a fost și el ucis în timpul sezonului, într-un accident la Marele Premiu al Țărilor de Jos de la Zandvoort. La sfârșitul sezonului, Stewart și-a făcut publică decizia de a se retrage, decizie care fusese luată înainte de cursa din Statele Unite. Noul McLaren M23 devenise deja cea mai bună mașină de pe pistă până la sfârșitul sezonului 1973, o mașină în formă de pană care urmărea același concept ca și Lotus 72, dar cu suspensii mai convenționale și aerodinamică îmbunătățită. Sezonul 1973 a marcat debutul viitorului campion mondial James Hunt la Marele Premiu al Principatului Monaco la volanul unui privat March 731 introdus de Hesketh Racing.
Sezonul 1973 a văzut pentru prima dată intervenția unei mașini de siguranță în Formula 1, sub forma unui Porsche 914 la Marele Premiu al Canadei. Cu toate acestea, acest concept de siguranță nu va fi introdus oficial decât douăzeci de ani mai târziu, în 1993. O altă modificare a regulilor introduse în acest sezon a fost introducerea parcurgerii unui tur de încălzire complet înainte de cursă. Înainte de aceasta, pistele includeau o grilă simulată la mică distanță în spatele unei grile propriu-zise, iar mașinile se mutau pur și simplu de la una la alta pentru a începe cursa.
Tot în acest sezon a fost oficializat sistemul de numerotare a echipelor. În a doua cursă a sezonului, Marele Premiu al Braziliei, colegii de echipă au fost împerechiați - piloții Lotus primind numerele 1 și 2; Tyrrell 3 și 4 și așa mai departe - deși numerele atribuite fiecărei echipe s-au schimbat în continuare pentru câteva curse până la a cincea cursă, Marele Premiu al Belgiei, la care ordinea a fost stabilită pentru restul sezonului. Pentru sezonul 1974, numerele au fost atribuite în funcție de pozițiile finale în campionatul constructorilor din 1973, după care echipele nu își mai schimbau numerele decât dacă câștigau campionatul piloților (sau îl semnau pe campionul mondial en-titre), sau dacă o echipă renunța.

## Piloții și echipele înscrise în campionat
Următorii piloți și constructori au participat în Campionatul Mondial al Piloților din 1973 și în Cupa Internațională a Constructorilor de F1 din 1973.
| Imagine         | Concurent                                                                 | Constructor  | Motor                                        | Șasiu           | Pneu | Piloți               | Piloți              |
| --------------- | ------------------------------------------------------------------------- | ------------ | -------------------------------------------- | --------------- | ---- | -------------------- | ------------------- |
| Imagine         | Concurent                                                                 | Constructor  | Motor                                        | Șasiu           | Pneu | Numele pilotului     | Etape               |
| Brabham BT42    | Motor Racing Developments Ceramica Pagnossin MRD Hexagon of Highgate      | Brabham      | Ford Cosworth DFV 3,0 V8                     | BT37 BT42       | G    | Carlos Reutemann     | Toate               |
| Brabham BT42    | Motor Racing Developments Ceramica Pagnossin MRD Hexagon of Highgate      | Brabham      | Ford Cosworth DFV 3,0 V8                     | BT37 BT42       | G    | Wilson Fittipaldi    | Toate               |
| Brabham BT42    | Motor Racing Developments Ceramica Pagnossin MRD Hexagon of Highgate      | Brabham      | Ford Cosworth DFV 3,0 V8                     | BT37 BT42       | G    | Andrea de Adamich    | 4–6, 8–9            |
| Brabham BT42    | Motor Racing Developments Ceramica Pagnossin MRD Hexagon of Highgate      | Brabham      | Ford Cosworth DFV 3,0 V8                     | BT37 BT42       | G    | Rolf Stommelen       | 11–14               |
| Brabham BT42    | Motor Racing Developments Ceramica Pagnossin MRD Hexagon of Highgate      | Brabham      | Ford Cosworth DFV 3,0 V8                     | BT37 BT42       | G    | John Watson          | 9, 15               |
| BRM P160D       | Marlboro BRM                                                              | BRM          | BRM P142 3,0 V12                             | P160C P160D     | F    | Jean-Pierre Beltoise | Toate               |
| BRM P160D       | Marlboro BRM                                                              | BRM          | BRM P142 3,0 V12                             | P160C P160D     | F    | Clay Regazzoni       | 1–13, 15            |
| BRM P160D       | Marlboro BRM                                                              | BRM          | BRM P142 3,0 V12                             | P160C P160D     | F    | Niki Lauda           | Toate               |
| BRM P160D       | Marlboro BRM                                                              | BRM          | BRM P142 3,0 V12                             | P160C P160D     | F    | Peter Gethin         | 14                  |
| Ensign N173     | Team Ensign                                                               | Ensign       | Ford Cosworth DFV 3,0 V8                     | N173            | F    | Rikky von Opel       | 8–10, 12–15         |
|                 | Scuderia Ferrari SpA SEFAC                                                | Ferrari      | Ferrari 001/1 3,0 F12 Ferrari 001/11 3,0 F12 | 312B2 312B3     | G    | Jacky Ickx           | 1–9, 13             |
| Arturo Merzario | Scuderia Ferrari SpA SEFAC                                                | Ferrari      | Ferrari 001/1 3,0 F12 Ferrari 001/11 3,0 F12 | 312B2 312B3     | G    | 1–3, 6, 8, 12–15     |                     |
| Iso-Marlboro IR | Frank Williams Racing Cars                                                | Iso-Marlboro | Ford Cosworth DFV 3,0 V8                     | FX3B IR         | F    | Nanni Galli          | 1–2, 4–6            |
| Iso-Marlboro IR | Frank Williams Racing Cars                                                | Iso-Marlboro | Ford Cosworth DFV 3,0 V8                     | FX3B IR         | F    | Howden Ganley        | Toate               |
| Iso-Marlboro IR | Frank Williams Racing Cars                                                | Iso-Marlboro | Ford Cosworth DFV 3,0 V8                     | FX3B IR         | F    | Jackie Pretorius     | 3                   |
| Iso-Marlboro IR | Frank Williams Racing Cars                                                | Iso-Marlboro | Ford Cosworth DFV 3,0 V8                     | FX3B IR         | F    | Tom Belsø            | 7                   |
| Iso-Marlboro IR | Frank Williams Racing Cars                                                | Iso-Marlboro | Ford Cosworth DFV 3,0 V8                     | FX3B IR         | F    | Henri Pescarolo      | 8, 11               |
| Iso-Marlboro IR | Frank Williams Racing Cars                                                | Iso-Marlboro | Ford Cosworth DFV 3,0 V8                     | FX3B IR         | F    | Graham McRae         | 9                   |
| Iso-Marlboro IR | Frank Williams Racing Cars                                                | Iso-Marlboro | Ford Cosworth DFV 3,0 V8                     | FX3B IR         | F    | Gijs van Lennep      | 10, 12–13           |
| Iso-Marlboro IR | Frank Williams Racing Cars                                                | Iso-Marlboro | Ford Cosworth DFV 3,0 V8                     | FX3B IR         | F    | Tim Schenken         | 14                  |
| Iso-Marlboro IR | Frank Williams Racing Cars                                                | Iso-Marlboro | Ford Cosworth DFV 3,0 V8                     | FX3B IR         | F    | Jacky Ickx           | 15                  |
| Lotus 72E       | John Player Team Lotus                                                    | Lotus        | Ford Cosworth DFV 3,0 V8                     | 72D 72E         | G    | Emerson Fittipaldi   | Toate               |
| Lotus 72E       | John Player Team Lotus                                                    | Lotus        | Ford Cosworth DFV 3,0 V8                     | 72D 72E         | G    | Ronnie Peterson      | Toate               |
| March 731       | STP March Racing Team March Racing Team                                   | March        | Ford Cosworth DFV 3,0 V8                     | 721G 731        | G    | Jean-Pierre Jarier   | 1–3, 5–8, 12, 14–15 |
| March 731       | STP March Racing Team March Racing Team                                   | March        | Ford Cosworth DFV 3,0 V8                     | 721G 731        | G    | Henri Pescarolo      | 4                   |
| March 731       | STP March Racing Team March Racing Team                                   | March        | Ford Cosworth DFV 3,0 V8                     | 721G 731        | G    | Roger Williamson     | 9–10                |
| McLaren M23     | Yardley Team McLaren                                                      | McLaren      | Ford Cosworth DFV 3,0 V8                     | M19A M19C M23   | G    | Denny Hulme          | Toate               |
| McLaren M23     | Yardley Team McLaren                                                      | McLaren      | Ford Cosworth DFV 3,0 V8                     | M19A M19C M23   | G    | Peter Revson         | 1–7, 9–15           |
| McLaren M23     | Yardley Team McLaren                                                      | McLaren      | Ford Cosworth DFV 3,0 V8                     | M19A M19C M23   | G    | Jody Scheckter       | 3, 8–9, 14–15       |
| McLaren M23     | Yardley Team McLaren                                                      | McLaren      | Ford Cosworth DFV 3,0 V8                     | M19A M19C M23   | G    | Jacky Ickx           | 11                  |
| Shadow DN1      | UOP Shadow Racing                                                         | Shadow       | Ford Cosworth DFV 3,0 V8                     | DN1             | G    | Jackie Oliver        | 3–15                |
| Shadow DN1      | UOP Shadow Racing                                                         | Shadow       | Ford Cosworth DFV 3,0 V8                     | DN1             | G    | George Follmer       | 3–15                |
| Shadow DN1      | UOP Shadow Racing                                                         | Shadow       | Ford Cosworth DFV 3,0 V8                     | DN1             | G    | Brian Redman         | 15                  |
| Surtees TS14A   | Team Surtees Brooke Bond Oxo Team Surtees Ceramica Pagnossin Team Surtees | Surtees      | Ford Cosworth DFV 3,0 V8                     | TS9A TS9B TS14A | F    | Mike Hailwood        | Toate               |
| Surtees TS14A   | Team Surtees Brooke Bond Oxo Team Surtees Ceramica Pagnossin Team Surtees | Surtees      | Ford Cosworth DFV 3,0 V8                     | TS9A TS9B TS14A | F    | Carlos Pace          | Toate               |
| Surtees TS14A   | Team Surtees Brooke Bond Oxo Team Surtees Ceramica Pagnossin Team Surtees | Surtees      | Ford Cosworth DFV 3,0 V8                     | TS9A TS9B TS14A | F    | Luiz Bueno           | 2                   |
| Surtees TS14A   | Team Surtees Brooke Bond Oxo Team Surtees Ceramica Pagnossin Team Surtees | Surtees      | Ford Cosworth DFV 3,0 V8                     | TS9A TS9B TS14A | F    | Andrea de Adamich    | 3                   |
| Surtees TS14A   | Team Surtees Brooke Bond Oxo Team Surtees Ceramica Pagnossin Team Surtees | Surtees      | Ford Cosworth DFV 3,0 V8                     | TS9A TS9B TS14A | F    | Jochen Mass          | 9, 11, 15           |
|                 | Martini Racing Team                                                       | Tecno        | Tecno Series-P 3,0 F12                       | PA123/6         | F    | Chris Amon           | 5–6, 9–10, 12       |
| Tyrrell 006     | Elf Team Tyrrell                                                          | Tyrrell      | Ford Cosworth DFV 3,0 V8                     | 005 006         | G    | Jackie Stewart       | Toate               |
| Tyrrell 006     | Elf Team Tyrrell                                                          | Tyrrell      | Ford Cosworth DFV 3,0 V8                     | 005 006         | G    | François Cevert      | Toate               |
| Tyrrell 006     | Elf Team Tyrrell                                                          | Tyrrell      | Ford Cosworth DFV 3,0 V8                     | 005 006         | G    | Chris Amon           | 14–15               |

Echipele private care nu și-au construit propriul șasiu și au folosit șasiurile constructorilor existenți sunt arătate mai jos. Toate au folosit motorul Ford Cosworth DFV 3,0 V8.
| Concurent                                         | Constructor afiliat | Șasiu    | Pneu | Piloți           | Piloți         |
| ------------------------------------------------- | ------------------- | -------- | ---- | ---------------- | -------------- |
| Concurent                                         | Constructor afiliat | Șasiu    | Pneu | Numele pilotului | Etape          |
| Scribante Lucky Strike Racing                     | Lotus               | 72D      | F    | Dave Charlton    | 3              |
| Clarke-Mordaunt-Guthrie Racing Team Pierre Robert | March               | 721G 731 | F G  | Mike Beuttler    | 1–7, 9–15      |
| Clarke-Mordaunt-Guthrie Racing Team Pierre Robert | March               | 721G 731 | F G  | Reine Wisell     | 7–8            |
| LEC Refrigeration Racing                          | March               | 731      | G    | David Purley     | 6, 9–11, 13    |
| Hesketh Racing                                    | March               | 731      | G    | James Hunt       | 6, 8–10, 12–15 |
| Embassy Racing                                    | Shadow              | DN1      | G    | Graham Hill      | 4–15           |
| Blignaut Lucky Strike Racing                      | Tyrrell             | 004      | G    | Eddie Keizan     | 3              |

## Calendar
Următoarele cincisprezece Mari Premii au avut loc în 1973.
| 1.                                       | 2.                                            | 3.                                          | 4.                                  |
| ---------------------------------------- | --------------------------------------------- | ------------------------------------------- | ----------------------------------- |
| Marele Premiu al Argentinei 28 ianuarie  | Marele Premiu al Braziliei 11 februarie       | Marele Premiu al Africii de Sud 3 martie    | Marele Premiu al Spaniei 29 aprilie |
| Oscar Alfredo Gálvez (P)                 | Interlagos (P)                                | Kyalami (P)                                 | Montjuïc (S)                        |
| 5.                                       | 6.                                            | 7.                                          | 8.                                  |
| Marele Premiu al Belgiei 20 mai          | Marele Premiu al Principatului Monaco 3 iunie | Marele Premiu al Suediei 17 iunie           | Marele Premiu al Franței 1 iulie    |
| Zolder (P)                               | Monaco (S)                                    | Anderstorp (P)                              | Paul Ricard (P)                     |
| 9.                                       | 10.                                           | 11.                                         | 12.                                 |
| Marele Premiu al Marii Britanii 14 iulie | Marele Premiu al Țărilor de Jos 29 iulie      | Marele Premiu al Germaniei 5 august         | Marele Premiu al Austriei 19 august |
| Silverstone (P)                          | Zandvoort (P)                                 | Nürburgring (P)                             | Österreichring (P)                  |
| 13.                                      | 14.                                           | 15.                                         |                                     |
| Marele Premiu al Italiei 9 septembrie    | Marele Premiu al Canadei 23 septembrie        | Marele Premiu al Statelor Unite 7 octombrie |                                     |
| Monza (P)                                | Mosport Park (P)                              | Watkins Glen (P)                            |                                     |
| (P) - pistă; (S) - stradă.               |                                               |                                             |                                     |

## Rezultate și clasamente

### Marile Premii
| Etapa | Mare Premiu                | Pole position      | Cel mai rapid tur              | Pilotul câștigător | Constructorul câștigător | Lider | Lider |
| Etapa | Mare Premiu                | Pole position      | Cel mai rapid tur              | Pilotul câștigător | Constructorul câștigător | Pilot | Dif.  |
| ----- | -------------------------- | ------------------ | ------------------------------ | ------------------ | ------------------------ | ----- | ----- |
| 1     | MP al Argentinei           | Clay Regazzoni     | Emerson Fittipaldi             | Emerson Fittipaldi | Lotus-Ford               | FIT   | 3     |
| 2     | MP al Braziliei            | Ronnie Peterson    | Emerson Fittipaldi Denny Hulme | Emerson Fittipaldi | Lotus-Ford               | FIT   | 8     |
| 3     | MP al Africii de Sud       | Denny Hulme        | Emerson Fittipaldi             | Jackie Stewart     | Tyrrell-Ford             | FIT   | 3     |
| 4     | MP al Spaniei              | Ronnie Peterson    | Ronnie Peterson                | Emerson Fittipaldi | Lotus-Ford               | FIT   | 12    |
| 5     | MP al Belgiei              | Ronnie Peterson    | François Cevert                | Jackie Stewart     | Tyrrell-Ford             | FIT   | 7     |
| 6     | MP al Principatului Monaco | Jackie Stewart     | Emerson Fittipaldi             | Jackie Stewart     | Tyrrell-Ford             | FIT   | 4     |
| 7     | MP al Suediei              | Ronnie Peterson    | Denny Hulme                    | Denny Hulme        | McLaren-Ford             | FIT   | 2     |
| 8     | MP al Franței              | Jackie Stewart     | Denny Hulme                    | Ronnie Peterson    | Lotus-Ford               | STE   | 1     |
| 9     | MP al Marii Britanii       | Ronnie Peterson    | James Hunt                     | Peter Revson       | McLaren-Ford             | STE   | 1     |
| 10    | MP al Țărilor de Jos       | Ronnie Peterson    | Ronnie Peterson                | Jackie Stewart     | Tyrrell-Ford             | STE   | 10    |
| 11    | MP al Germaniei            | Jackie Stewart     | Carlos Pace                    | Jackie Stewart     | Tyrrell-Ford             | STE   | 15    |
| 12    | MP al Austriei             | Emerson Fittipaldi | Carlos Pace                    | Ronnie Peterson    | Lotus-Ford               | STE   | 21    |
| 13    | MP al Italiei              | Ronnie Peterson    | Jackie Stewart                 | Ronnie Peterson    | Lotus-Ford               | STE   | 21    |
| 14    | MP al Canadei              | Ronnie Peterson    | Emerson Fittipaldi             | Peter Revson       | McLaren-Ford             | STE   | 17    |
| 15    | MP al Statelor Unite       | Ronnie Peterson    | James Hunt                     | Ronnie Peterson    | Lotus-Ford               | STE   | 16    |

### Clasament Campionatul Mondial al Piloților
Punctele au fost acordate pe o bază de 9–6–4–3–2–1 primilor șase clasați în fiecare cursă. Doar cele mai bune șapte rezultate din primele opt curse și cele mai bune șase rezultate din restul de șapte curse au fost luate în considerare pentru Campionatul Mondial. Piloții care au obținut un număr egal de puncte au fost clasați la egalitate în campionat, indiferent de numărul relativ de victorii, locurile secunde etc. obținute de fiecare pilot. FIA nu a acordat o clasificare în campionat acelor piloți care nu au obținut puncte.
| Poz. | Pilot                | ARG | BRA | ZAF | ESP   | BEL | MCO | SWE | FRA | GBR | NLD   | DEU | AUT | ITA | CAN | USA | Puncte |
| ---- | -------------------- | --- | --- | --- | ----- | --- | --- | --- | --- | --- | ----- | --- | --- | --- | --- | --- | ------ |
| 1    | Jackie Stewart       | 3   | 2   | 1   | Ab    | 1   | 1P  | 5   | 4P  | 10  | 1     | 1P  | 2   | 4R  | 5   | NS  | 71     |
| 2    | Emerson Fittipaldi   | 1R  | 1R  | 3R  | 1     | 3   | 2R  | 12  | Ab  | Ab  | Ab    | 6   | AbP | 2   | 2R  | 6   | 55     |
| 3    | Ronnie Peterson      | Ab  | AbP | 11  | AbP R | AbP | 3   | 2P  | 1   | 2P  | 11P R | Ab  | 1   | 1P  | AbP | 1P  | 52     |
| 4    | François Cevert      | 2   | 10  | NC  | 2     | 2R  | 4   | 3   | 2   | 5   | 2     | 2   | Ab  | 5   | Ab  | NS  | 47     |
| 5    | Peter Revson         | 8   | Ab  | 2   | 4     | Ab  | 5   | 7   |     | 1   | 4     | 9   | Ab  | 3   | 1   | 5   | 38     |
| 6    | Denny Hulme          | 5   | 3R  | 5P  | 6     | 7   | 6   | 1R  | 8R  | 3   | Ab    | 12  | 8   | 15  | 13  | 4   | 26     |
| 7    | Carlos Reutemann     | Ab  | 11  | 7   | Ab    | Ab  | Ab  | 4   | 3   | 6   | Ab    | Ab  | 4   | 6   | 8   | 3   | 16     |
| 8    | James Hunt           |     |     |     |       |     | 9   |     | 6   | 4R  | 3     |     | Ab  | NS  | 7   | 2R  | 14     |
| 9    | Jacky Ickx           | 4   | 5   | Ab  | 12    | Ab  | Ab  | 6   | 5   | 8   |       | 3   |     | 8   |     | 7   | 12     |
| 10   | Jean-Pierre Beltoise | Ab  | Ab  | Ab  | 5     | Ab  | Ab  | Ab  | 11  | Ab  | 5     | Ab  | 5   | 13  | 4   | 9   | 9      |
| 11   | Carlos Pace          | Ab  | Ab  | Ab  | Ab    | 8   | Ab  | 10  | 13  | Ab  | 7     | 4R  | 3R  | Ab  | 18  | Ab  | 7      |
| 12   | Arturo Merzario      | 9   | 4   | 4   |       |     | Ab  |     | 7   |     |       |     | 7   | Ab  | 15  | 16  | 6      |
| 13   | George Follmer       |     |     | 6   | 3     | Ab  | NS  | 14  | Ab  | Ab  | 10    | Ab  | Ab  | 10  | 17  | 14  | 5      |
| 14   | Jackie Oliver        |     |     | Ab  | Ab    | Ab  | 10  | Ab  | Ab  | Ab  | Ab    | 8   | Ab  | 11  | 3   | 15  | 4      |
| 15   | Andrea de Adamich    |     |     | 8   | Ab    | 4   | 7   |     | Ab  | Ab  |       |     |     |     |     |     | 3      |
| =    | Wilson Fittipaldi    | 6   | Ab  | Ab  | 10    | Ab  | 11  | Ab  | 16  | Ab  | Ab    | 5   | Ab  | Ab  | 11  | NC  | 3      |
| 17   | Niki Lauda           | Ab  | 8   | Ab  | Ab    | 5   | Ab  | 13  | 9   | 12  | Ab    | Ab  | NS  | Ab  | Ab  | Ab  | 2      |
| =    | Clay Regazzoni       | 7P  | 6   | Ab  | 9     | 10  | Ab  | 9   | 12  | 7   | 8     | Ab  | 6   | Ab  |     | 8   | 2      |
| 19   | Chris Amon           |     |     |     |       | 6   | Ab  |     |     | Ab  | Ab    |     | NS  |     | 10  | NS  | 1      |
| =    | Gijs van Lennep      |     |     |     |       |     |     |     |     |     | 6     |     | 9   | Ab  |     |     | 1      |
| =    | Howden Ganley        | NC  | 7   | 10  | Ab    | Ab  | Ab  | 11  | 14  | 9   | 9     | NS  | NC  | NC  | 6   | 12  | 1      |
| —    | Mike Hailwood        | Ab  | Ab  | Ab  | Ab    | Ab  | 8   | Ab  | Ab  | Ab  | Ab    | 14  | 10  | 7   | 9   | Ab  | 0      |
| —    | Mike Beuttler        | 10  | Ab  | NC  | 7     | 11  | Ab  | 8   |     | 11  | Ab    | 16  | Ab  | Ab  | Ab  | 10  | 0      |
| —    | Jochen Mass          |     |     |     |       |     |     |     |     | Ab  |       | 7   |     |     |     | Ab  | 0      |
| —    | Henri Pescarolo      |     |     |     | 8     |     |     |     | Ab  |     |       | 10  |     |     |     |     | 0      |
| —    | Graham Hill          |     |     |     | Ab    | 9   | Ab  | Ab  | 10  | Ab  | NC    | 13  | Ab  | 14  | 16  | 13  | 0      |
| —    | Nanni Galli          | Ab  | 9   |     | 11    | Ab  | Ab  |     |     |     |       |     |     |     |     |     | 0      |
| —    | David Purley         |     |     |     |       |     | Ab  |     |     | NS  | Ab    | 15  |     | 9   |     |     | 0      |
| —    | Jody Scheckter       |     |     | 9   |       |     |     |     | Ab  | Ab  |       |     |     |     | Ab  | Ab  | 0      |
| —    | Rolf Stommelen       |     |     |     |       |     |     |     |     |     |       | 11  | Ab  | 12  | 12  |     | 0      |
| —    | Jean-Pierre Jarier   | Ab  | Ab  | NC  |       | Ab  | Ab  | Ab  | Ab  |     |       |     | Ab  |     | NC  | 11  | 0      |
| —    | Luiz Bueno           |     | 12  |     |       |     |     |     |     |     |       |     |     |     |     |     | 0      |
| —    | Rikky von Opel       |     |     |     |       |     |     |     | 15  | 13  | NS    |     | Ab  | Ab  | NC  | Ab  | 0      |
| —    | Tim Schenken         |     |     |     |       |     |     |     |     |     |       |     |     |     | 14  |     | 0      |
| —    | Eddie Keizan         |     |     | NC  |       |     |     |     |     |     |       |     |     |     |     |     | 0      |
| —    | Roger Williamson     |     |     |     |       |     |     |     |     | Ab  | Ab    |     |     |     |     |     | 0      |
| —    | John Watson          |     |     |     |       |     |     |     |     | Ab  |       |     |     |     |     | Ab  | 0      |
| —    | Reine Wisell         |     |     |     |       |     |     | NS  | Ab  |     |       |     |     |     |     |     | 0      |
| —    | Dave Charlton        |     |     | Ab  |       |     |     |     |     |     |       |     |     |     |     |     | 0      |
| —    | Jackie Pretorius     |     |     | Ab  |       |     |     |     |     |     |       |     |     |     |     |     | 0      |
| —    | Graham McRae         |     |     |     |       |     |     |     |     | Ab  |       |     |     |     |     |     | 0      |
| —    | Peter Gethin         |     |     |     |       |     |     |     |     |     |       |     |     |     | Ab  |     | 0      |
| —    | Brian Redman         |     |     |     |       |     |     |     |     |     |       |     |     |     |     | DSC | 0      |
| —    | Tom Belsø            |     |     |     |       |     |     | NS  |     |     |       |     |     |     |     |     | 0      |
| Poz. | Pilot                | ARG | BRA | ZAF | ESP   | BEL | MCO | SWE | FRA | GBR | NLD   | DEU | AUT | ITA | CAN | USA | Puncte |

| Legendă      | Legendă                                            |
| Culoare      | Rezultat                                           |
| ------------ | -------------------------------------------------- |
| Auriu        | Câștigător                                         |
| Argintiu     | Locul 2                                            |
| Bronz        | Locul 3                                            |
| Verde        | Alte locuri care punctează                         |
| Albastru     | Alte locuri                                        |
| Albastru     | Nu s-a clasat, dar a terminat cursa (NC)           |
| Purpuriu     | A abandonat cursa (Ab)                             |
| Negru        | Descalificat (DSC)                                 |
| Alb          | Nu a luat startul (NS)                             |
| Roșu         | Nu s-a calificat (NSC)                             |
| Fără culoare | Retras înainte de calificări (Ret)                 |
| Fără culoare | Exclus (EX)                                        |
| Fără culoare | Nu a participat (celulă goală)                     |
| Adnotare     | Însemnătate                                        |
| P            | Pole position                                      |
| R            | Cel mai rapid tur                                  |
| (6)          | Rezultatul nu a fost luat în considerare pentru CM |

### Clasament Cupa Internațională pentru Constructorii de F1
Punctele au fost acordate pe o bază de 9–6–4–3–2–1 primilor șase clasați în fiecare cursă, dar numai primei mașini care a terminat pentru fiecare constructor. Cele mai bune șapte rezultate din primele opt curse și cele mai bune șase rezultate din restul de șapte curse au fost luate în considerare pentru Cupa Internațională.
| Poz.   | Constructor       | ARG | BRA | ZAF | ESP | BEL | MCO | SWE | FRA | GBR | NLD | DEU | AUT | ITA | CAN | USA | Puncte  |
| ------ | ----------------- | --- | --- | --- | --- | --- | --- | --- | --- | --- | --- | --- | --- | --- | --- | --- | ------- |
| 1      | Lotus-Ford        | 1   | 1   | 3   | 1   | (3) | 2   | 2   | 1   | 2   | 11  | 6   | 1   | 1   | 2   | 1   | 92 (96) |
| 2      | Tyrrell-Ford      | 2   | 2   | 1   | 2   | 1   | 1   | (3) | 2   | 5   | 1   | 1   | 2   | 4   | 5   | NS  | 82 (86) |
| 3      | McLaren-Ford      | 5   | 3   | 2   | 4   | 7   | 5   | 1   | 8   | 1   | 4   | 3   | 8   | 3   | 1   | 4   | 58      |
| 4      | Brabham-Ford      | 6   | 11  | 7   | 10  | 4   | 7   | 4   | 3   | 6   | Ab  | 5   | 4   | 6   | 8   | 3   | 22      |
| 5      | March-Ford        | 10  | Ab  | NC  | 7   | 11  | 9   | 8   | 6   | 4   | 3   | 15  | Ab  | 9   | 7   | 2   | 14      |
| 6      | Ferrari           | 4   | 4   | 4   | 12  | Ab  | Ab  | 6   | 5   | 8   |     |     | 7   | 8   | 15  | 16  | 12      |
| 7      | BRM               | 7   | 6   | Ab  | 5   | 5   | Ab  | 9   | 9   | 7   | 5   | Ab  | 5   | 13  | 4   | 8   | 12      |
| 8      | Shadow-Ford       |     |     | 6   | 3   | 9   | 10  | 14  | 10  | Ab  | 10  | 8   | Ab  | 10  | 3   | 13  | 9       |
| 9      | Surtees-Ford      | Ab  | 12  | 8   | Ab  | 8   | 8   | 10  | 13  | Ab  | 7   | 4   | 3   | 7   | 9   | Ab  | 7       |
| 10     | Iso-Marlboro-Ford | NC  | 7   | 10  | 11  | Ab  | Ab  | 11  | 14  | 9   | 6   | 10  | 9   | NC  | 6   | 7   | 2       |
| 11     | Tecno             |     |     |     |     | 6   | Ab  |     |     | Ab  | Ab  |     | NS  |     |     |     | 1       |
| —      | Ensign-Ford       |     |     |     |     |     |     |     | 15  | 13  | NS  |     | Ab  | Ab  | NC  | Ab  | 0       |
| Poz.   | Constructor       | ARG | BRA | ZAF | ESP | BEL | MCO | SWE | FRA | GBR | NLD | DEU | AUT | ITA | CAN | USA | Puncte  |
| Sursa: |                   |     |     |     |     |     |     |     |     |     |     |     |     |     |     |     |         |

### Curse non-campionat
În sezonul din 1973, au fost organizate și două curse care nu au făcut parte din Campionatul Mondial.
| Numele cursei                  | Circuit      | Data      | Pilotul câștigător | Constructor       |
| ------------------------------ | ------------ | --------- | ------------------ | ----------------- |
| Cursa Camponilor VIII          | Brands Hatch | 18 martie | Peter Gethin       | Chevron-Chevrolet |
| Trofeul Internațional BRDC XXV | Silverstone  | 8 aprilie | Jackie Stewart     | Tyrrell-Ford      |